# Mailáth György (jogász)
Székhelyi Mailáth György (Kereskény, Hont vármegye, 1752. július 20. – Pest, 1821. február 19.) királyi személynök és a királyi ítélőtábla elnöke.

## Élete
A nemesi származású székhelyi Majláth család sarja. Mailáth József (1703-1757) septemvir és Lőrinczy Kata (1708-1791) fia. Fivére, gróf székhelyi Majláth József (1737-1810) államminiszter, kormányzó, főispán volt. A Mária Terézia kori Úrbérrendezés összeírásán, a tehetős köznemes Mailath József özvegye három úrbéri birtokkal rendelkezett: a Hont vármegyei kiskéri, és a két Nyitra vármegyei elecskei és kajszai. Összesen 623 úrbéri holdja, 24 jobbágya, és 12 zsellére volt.
Mailáth György, 15 éves korában a jezsuita rendbe lépett és a rendnek 1773-ban történt feloszlatása után ismét visszatért a világi pályára, bár mély vallásosságát azontúl is megtartotta és utódaira is átruházta. Elvégezve a jogi egyetemet és letevén az ügyvédi vizsgát, esküdt lett Hont megyében, ahonnan Esterházy herceg meghívta táblai ügyvédnek; 1781-ben az óbudai kamara ügyészévé, 1784-ben királyi ügyigazgatóságbeli ügyésszé nevezték ki. 1786-ban a dunáninneni kerületi tábla ülnöke, az év végén királyi táblai előadó bíró. A II. József halálával helyreállt törvényes állapot bekövetkezése után is folytatta e hivatalát és az 1790–91-es országgyűlés naplóját fogalmazta. 1792-ben királyi személynök és 1795-ben nádori ítélőmester lett és e minőségben ő vitte a tollat az 1796-as országgyűlésen. 1798-ban királyi ügyigazgató és kamarai tanácsos, 1805-ben Bécsben udvari tanácsos és az udvari közkamaránál, majd csakhamar az udvari kancelláriánál referendarius lett. E hivatalaiból kifolyólag ő volt előadó az 1802., 1807. és 1808. évi pozsonyi országgyűléseken. Az 1807. évi országgyűlés után a Szent István-rendet nyerte el, az 1808. évi diéta bevégeztével pedig királyi személynök és a királyi tábla elnöke lett.
1811-ben Tolna vármegye főispánja és királyi személynöki hivatalánál fogva az akkori országgyűlésen az alsó tábla elnöke lett.
Beszédei a megyei és országgyűlési Naplókban és irományokban vannak.
Latin levele Kazinczy Ferenchez: Pozsony, 1802. okt. 8. (Kazinczy Levelezése II. 496. l.)

## Házassága és leszármazottjai
Pesten, 1785. május 31-én feleségül vette hrabovai Hrabovszky Klára kisasszonyt, hrabovai Hrabovszky Gáspár (1710-1791), Pozsony vármegye főispánja és bodorfalvi Baranyay Julianna lányát. A házasságukból született:
- Mailáth György (1786–1861) országbíró. Neje petőfalvi Uzovics Karolina (1793–1856).